# 이탈리아 공산당 (1921년)
이탈리아 공산당(---- 共産黨, 이탈리아어: Partito Comunista d’Italia, PCd'I)은 1921년부터 1926년까지 이탈리아에 존재했던 공산주의, 마르크스-레닌주의 정당이다. 베니토 무솔리니의 국가 파시스트당과 파시스트 체제에 의해 불법화되었고, 이후 지하 정당으로서 반파시즘 운동을 계속해서 벌이다가, 1943년 이탈리아 공산당(Partito Comunista Italiano)으로 재창당했다.

## 창당
1912년 시작된 공산주의파(Communist Faction)를 전신으로 하며, 공산주의파는 코민테른 이라 지칭되는 공산주의 인터내셔널의 일원이었다.
이탈리아 공산당은 이탈리아 사회당의 17차 대회에서의 분열에 의해 1921년 1월 21일에 리보르노에서 창당되었다. 분열은 리보르노 사회주의자 대회가 코민테른이 요구한 사회개량주의자 분파를 제명하는 것에 반대한 사건 이후에 일어났다.